# Mazatecochco de José María Morelos
Mazatecochco de José María Morelos è un comune dello stato di Tlaxcala, nel Messico centrale, il cui capoluogo è la omonima località.
La municipalità conta 9.740 abitanti (2010) e ha un'estensione di 14,68 km².
La parola Mazatecochco deriva da mazatl che in lingua nahuatl significa cervo, nonché tecochtli che significa foro o canale e anche luogo sicuro; così Mazatecochco può essere tradotto come il nascondiglio o l'abbeveratoio del cervo. Inoltre è stato successivamente dedicato a José María Morelos y Pavón, eroe della guerra d'indipendenza del Messico.